# Corredera (pistola)

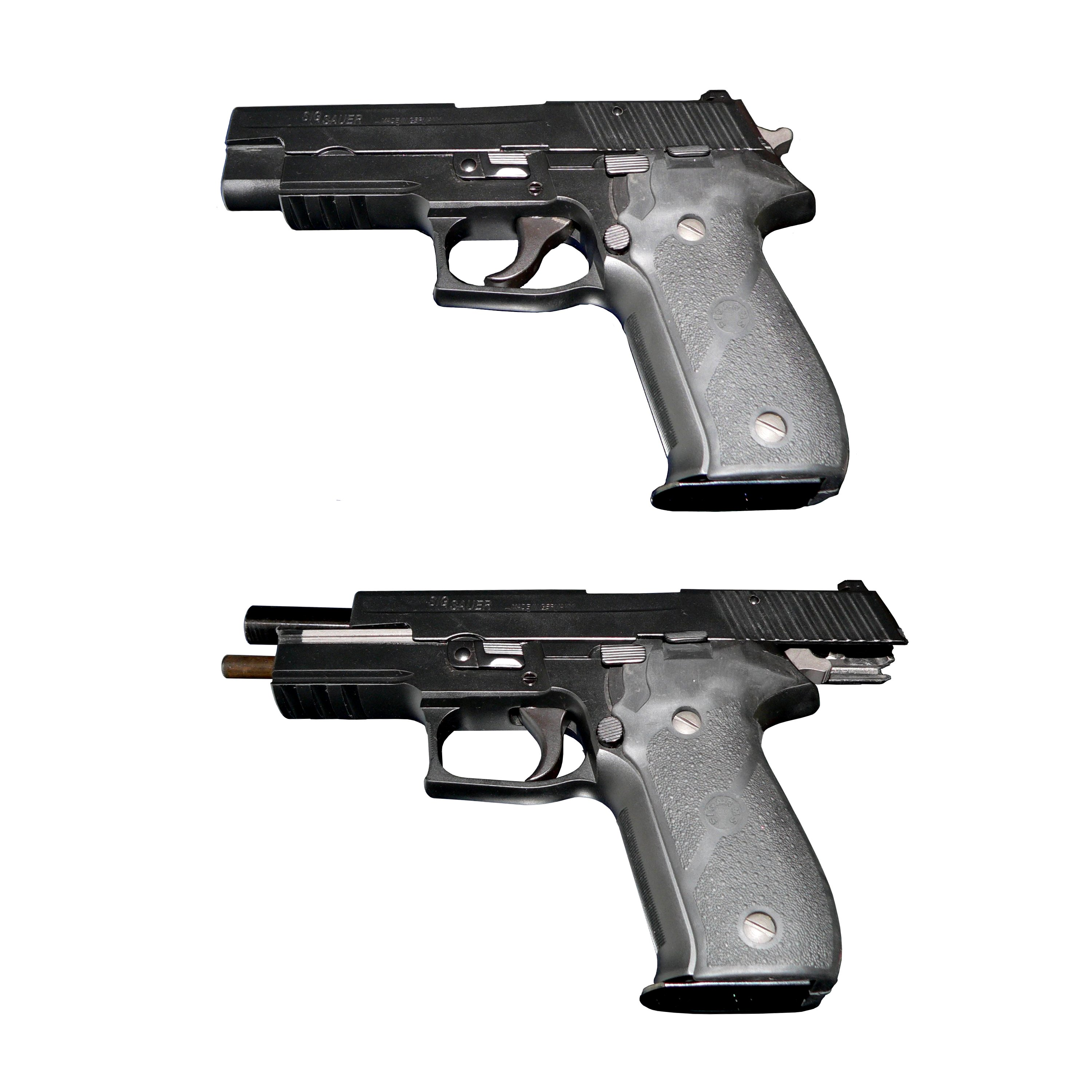
SIG Sauer P226 con la corredera cerrada (arriba) y abierto (abajo).

La corredera en la mayoría de pistolas automáticas o semiautomáticas es la parte superior que se mueve alternativamente con el retroceso durante el ciclo de operación de la pistola. Generalmente alberga el percutor del arma, el extractor de casquillos, una ventana de expulsión de los  casquillos (generalmente del lado derecho) y frecuentemente también el cañón. Sobre ella suele haber un enganche para montar mirillas de hierro u ópticas.
Las pistolas de aire comprimido, automáticas o semiautomáticas, funciona de forma similar a las de fuego, excepto porque usan aire o gas comprimido (ya sea CO2, propano o refrigerante) en vez de pólvora inflamable. Del mismo modo, las pistolas de aire comprimido tienen mucha menos fuerza que las de fuego, por lo que su retroceso también es mucho menor. 
En los diseños más modernos, cuando el cargador se queda vacío, la corredera se queda abierta y solo se liberará cuando el usuario rearme la pistola manualmente tirando hacia atrás de ella.